# Леслі Чун
Леслі Чун (кит. трад. 張國榮, спр. 张国荣; англ. Leslie Cheung; 12 вересня 1956 — 1 квітня 2003) — гонконзький актор і співак. Вважається «одним із батьків-засновників кантопопу» за досягнення великого успіху в музиці та кінематографі.
Дебютував у 1977 році. У 80-х досяг слави і став поп-іконою Гонконгу, отримавши ряд музичних нагород, серед яких Найпопулярніший співак премії Jade Solid Gold Best Ten Music у 1988 та 1989 роках. Після п'ятирічної перерви Чун випустив успішний альбом «寵愛». У 1999 він виграв премію Golden Needle на RTHK Top 10 Gold Songs Awards, а його пісню «Monica», за підсумками голосування, стала гонконзькою «Піснею століття». Удостоєний звання «Найбільшої суперзірки Азії» CCTV-MTV Music Honours у 2000 році.
Чун отримав нагороду Гонконзької кінопремії у категорії Найкращий актор за роль у фільмі «Дикі дні» (1991) та премію Спілки кінокритиків Гонконгу «Пил часів» (1994). У 1994 за роль у фільмі «Прощавай, моя наложнице» він отримав нагороду Спілки кінокритиків Японії та десять інших номінацій.
У 2010 році він потрапив на третє місце списку «Найзнаковіших музикантів всіх часів» за версією CNN. Також CNN внесла Чуна у списки «Найкрасивіших чоловікі китайського кінематографу» й «Найвеличніших акторів Азії».

## Особисте життя
Леслі Чун був відкритим бісексуалом.